# معتمدية السعيدة
معتمدية السعيدة إحدى معتمديات الجمهورية التونسية، تابعة لولاية سيدي بوزيد.
استُحدثت بقرار من وزير الداخلية محمد الناجم الغرسلي في أغسطس 2015 وتتكون من 5 مناطق: السعيدة الشمالية، السعيدة الجنوبية، السعيدة الشرقية، الخشم الشرقية والخشم الغربية.